# Arthur Weil
Pour les articles homonymes, voir Weil.
Arthur Ephraïm Weil dit Arthur Weil (20 mars 1880, Hatten, Bas-Rhin, Alsace-23 juin 1959, Riehen, Bâle, Suisse), rabbin de Bischheim de 1915 à 1925 puis de 1926 à 1956, de Bâle, en Suisse.

## Biographie
Arthur Weil est né le 20 mars 1880, à Hatten, Bas-Rhin, Alsace.
Il est le fils de Kalman Kalonimus Weil et de  Barbe Blandine Weil. Kalman Kalonimus Weil dit "Callmann Weil" , commerçant, est né le 24 janvier 1841 à Hatten, Bas-Rhin, Alsace. Barbe Blandine Weil (Loew) est née le 12 juin 1844 à Oberbronn, Bas-Rhin, Alsace.
Il est le beau-frère du rabbin Robert Brunschwig. Arthur Weil épouse Gabrielle Brunschwig, d'Altkirch,  en 1912. Robert Brunschwig et Arthur Weil avaient étudié ensemble à Berlin. Robert Brunschwig présente sa sœur à Arthur Weil,. En 1920, Arthur Weil officie à Strasbourg au mariage de Robert Brunschwig avec Lucie Meyer, à l'Hôtel Continental de Strasbourg.

### Études
Arthur Weil passe son baccalauréat à Hatten. 
Il obtient son diplôme de rabbin au Séminaire rabbinique Hildesheimer à Berlin en 1906.

### Paris
Il enseigne à la Synagogue Adas Yereim, synagogue orthodoxe non-consistoriale, située au 10, rue Cadet, dans le 9e arrondissement de Paris, de 1908 à 1911.

### Alsace
Il dirige l'école religieuse de la communauté de Strasbourg de 1912 à 1925 et de 1915 à 1925  Arthur Weil est rabbin de Bischheim et responsable de l’enseignement religieux de Strasbourg. Le rabbin Abraham Deutsch lui succède, en 1926.

### Rabbin de Bâle

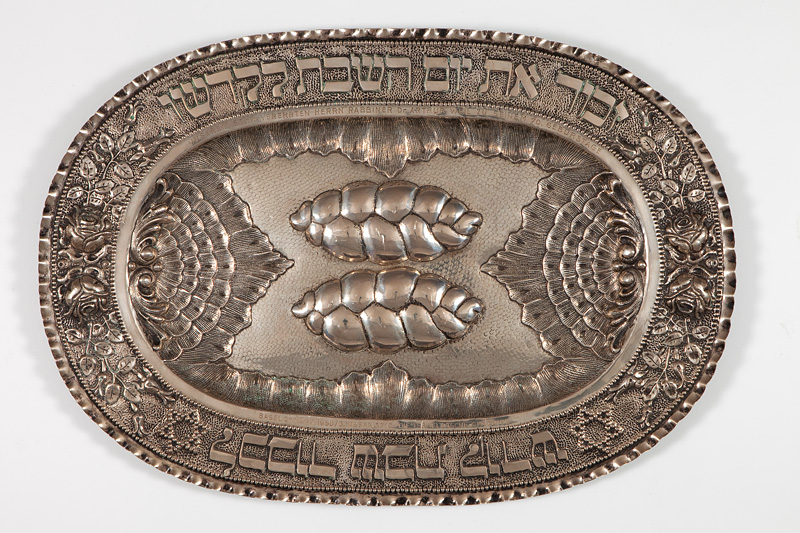
Assiette pour le hallah, dédié au rabbin Arthur Weil, dans la collection du Musée juif de Suisse.

De 1926 à 1956, Arthur Weil est le rabbin de Bâle, en Suisse.
En 1928, il fait paraître Contes et légendes d'Israël dont le rabbin Jacquot Grunewald dit « qu'il fut le livre de chevet de nombre d'enfants juifs en France pendant une période difficile de leur histoire » [la Seconde Guerre mondiale].

## Œuvres
- Arthur Weil, Contes et légendes d'Israël. Fernand Nathan, illustrations de Kuhn Regnier, 1927[11]
  - Salomon et Asmodée d'après le Midrash,  Extrait de Contes et légendes d'Israël
- Arthur Weil, Histoire sainte illustrée à l’usage de la jeunesse israélite. Goldschmidt, Basel 1944
- (de) Arthur Weil, Aus Ernster Zeit, Buchdruckerei Brin, 1946
- (de) Arthur Weil, Zwischen Gola und Medina, Brin, 1951

## Arthur Weil et Karl Barth
En 1943, Arthur Weil exprime sa reconnaissance pour les prises de positions politiques de Karl Barth.

## Distinctions
- Chevalier de la Légion d'honneur